# Julinho Camargo
Júlio César Valduga Camargo, mais conhecido como Julinho Camargo (Porto Alegre, 12 de janeiro de 1971), é um treinador de futebol brasileiro. Atualmente é gerente de transição das categorias de base do Internacional.

## Carreira
Julinho treinou as categorias de base do Grêmio de 1989 a 1991. Sua segunda passagem pelo Tricolor Gaúcho ocorreu de 2005 até 2009. Da mesma forma, treinou também as categorias de base do rival do mesmo, o Internacional, de 1994 a 2000. 
Sua primeira experiência como técnico de uma equipe profissional foi no RS Futebol (2001-2003). Após, ainda comandou o Brasil de Farroupilha e o Veranópolis, ambos em 2004. Além disso, treinou a seleção gaúcha sub-20 (2002) e seleções sub-20 e sub-23 do Kuwait (2003-2004). Julinho ainda foi auxiliar-técnico no Vitória (2009) e treinou o Caxias (2010) e o Novo Hamburgo (2011) antes de retornar ao Inter para ser auxiliar-técnico de Falcão.
Em 2 de julho de 2011, Julinho se desligou do Internacional para retornar para o Grêmio, dessa vez como técnico do time principal. Foi treinador do clube por um período de aproximadamente um mês, sendo demitido no dia 4 de agosto, conquistando apenas uma vitória em seis partidas.
No dia 7 de fevereiro de 2012, Julinho é anunciado como novo auxiliar técnico do Bahia, reatando a parceria com Paulo Roberto Falcão. Saiu junto com o treinador.
Em 4 de fevereiro de 2013, foi anunciado como treinador do Veranópolis, da Serra Gaúcha.
Acertou, em junho, com o Ferroviário.
Acertou para 2014, a sua volta para o Veranópolis. Durante o mês de Novembro de 2014, comandou a Seleção Gaúcha em dois amistosos realizados no Uruguai contra a Seleção Uruguaia.
Em 07 de julho de 2015 assume o Goiás para a disputa do Campeonato Brasileiro. Em 17 de setembro de 2015 é demitido da equipe goiana após fraca campanha no Campeonato Brasileiro que deixou a equipe próxima da zona de rebaixamento. Julinho Camargo encerra a passagem pelo Goiás com o total de 16 jogos - quatro vitórias, quatro empates e oito derrotas com aproveitamento de 33%.
Julinho teve uma passagem na equipe do Brasília Futebol Clube no primeiro semestre de 2016, entre fevereiro e março.
No dia 05 de maio de 2016, a diretoria do Boa Esporte anuncia Julinho Camargo como novo técnico da equipe para o Brasileirão da Série C, essa é a primeira vez que Julinho comanda um clube mineiro. Mas no mês de julho do mesmo ano, Julinho acaba pedindo demissão do time mineiro, o que surpreendeu o clube, pois Julinho Camargo fazia uma boa campanha na equipe do Boa Esporte, ele deixou a equipe com 51,9% de aproveitamento tendo sido 4 vitórias, 2 empates e 3 derrotas.
A diretoria do Boa Esporte anunciou em 29 de dezembro de 2016, o retorno de Julinho Camargo ao comando do clube para a próxima temporada, ele comandou a equipe mineira ainda em 2016, mas acabou deixando o clube em julho. Julinho Camargo foi o treinador que montou o elenco do Boa Esporte na campanha que resultou com título de Campeão da Série C deste ano. Em 10 de janeiro de 2017, Julinho Camargo retornou ao comando do Boa Esporte, onde trabalhou até o mês de junho de 2016, quando acabou saindo do clube mineiro. Julinho Camargo deixou o comando do Boa Esporte em junho após um início ruim na série b, essa foi a segunda passagem do treinador na equipe do Sul de Minas Gerais.
No dia 22 de agosto de 2017, a diretoria do Veranópolis anunciou o retorno de Julinho Camargo para comandar o clube no Gaúchão de 2018, ele juntamente com sua comissão técnica e diretoria do clube gaúcho planejam a formação do elenco para a próxima temporada, essa será a terceira passagem dele na equipe. Julinho recebeu uma proposta do Juventude e acertou sua ida para a outra equipe do Rio Grande do Sul, um dia após sua saída, a diretoria do Veranópolis anunciou a efetivação do auxiliar técnico do clube como treinador, Julinho deixou o clube Pentacolor em 5° lugar no G8 do estadual com 12 pontos.
Em 26 de fevereiro de 2018, Julinho Camargo acertou com o Juventude para comandar a equipe no decorrer da temporada, o treinador realizava um bom trabalho no comando de outra equipe gaúcha no estadual, ele chega para manter o clube de Caxias do Sul dentro do G8 do estadual.